# Международный аэропорт им. Роберта Брэдшоу
Международный аэропорт им. Роберта Брэдшоу (англ. Robert L. Bradshaw International Airport) (IATA: SKB, ICAO: TKPK), ранее известный как аэропорт Голден-Рок (англ. Golden Rock Airport), — международный аэропорт, расположенный к северо-востоку от Бастера на острове Сент-Китс, обслуживающий государство Сент-Китс и Невис. Он был назван в честь первого премьера Сент-Кристофер-Невис-Ангильи Роберта Ллевеллина Брэдшоу. В 2008 году аэропорт обслужил 399 706 пассажиров.

## История
Аэропорт может принимать коммерческие широкофюзеляжные самолёты, обслуживать их регулярные беспосадочные рейсы в Канаду и США, а также многочисленные региональные рейсы из стран Карибского бассейна. Крупная реконструкция была завершена в декабре 2006 года. Проект стоимостью 17 миллионов долларов США, финансируемый за счёт кредитов Национального банка Сент-Китс-Невис-Ангильи и Тайваня, включал в себя расширение перрона для одновременного размещения шести широкофюзеляжных самолётов, полную замену покрытия взлётно-посадочной полосы длиной 2439 м и строительство новой рулёжной дорожки. Строительство началось в конце 2004 года.
Аэропорт также обслуживает грузовые и частные самолёты. Самым большим самолётом, когда-либо приземлявшимся здесь, был Boeing 747-400. Чартерный самолёт Airbus A340-300 авиакомпании SriLankan Airlines вошёл в историю авиации, когда в 2011 году он выполнил чартерный рейс в Сент-Китс, преодолев почти 10 000 миль из Международного аэропорта имени Бандаранаике, Шри-Ланка.
В 2013 году через совместное предприятие Сент-Китса и Тайваня, в которое последний вложил миллион долларов, на территории аэропорта была построена солнечная ферма мощностью 1 МВт. На солнечных панелях высвечивается текст: «Добро пожаловать в SKB».

## Другие объекты
В аэропорту находится отделение Управления гражданской авиацией Восточно-Карибского региона в Сент-Китсе.

## Происшествия и катастрофы
26 сентября 2009 года во время рейса 2156 British Airways самолёт Boeing 777-236 G-VIIR, следовавший по маршруту в Международный аэропорт имени В. К. Берда, Антигуа, выехал на взлётно-посадочную полосу по неправильной рулёжной дорожке перед взлётом. В результате у самолёта было на 695 м меньше свободного пространства для взлёта. Однако взлёт прошёл нормально, без инцидентов и травм. В отчёте AAIB сделан вывод о следующих факторах, способствовавших инциденту: «Администрация аэропорта не установила никаких знаков рулёжной дорожки или точки ожидания на лётном поле. Экипаж не провёл инструктаж по маршруту руления. Экипаж ошибочно принял рулёжную дорожку Bravo за рулёжную дорожку Alpha и вылетел с перекрёстка Bravo. Стажёр-диспетчер не сообщил экипажу, что они находятся на перекрёстке Bravo».